# Isopropylchloorformiaat
Isopropylchloorformiaat is een organische verbinding met als brutoformule C4H7ClO2. De stof komt voor als een kleurloze vloeistof met een scherpe geur, die traag reageert met water. De stof wordt, net als veel andere chloorformiaten, gebruikt voor de synthese van beschermde aminozuren.

## Toxicologie en veiligheid
De stof ontleedt bij verbranding, met vorming van giftige en corrosieve dampen, onder andere waterstofchloride en fosgeen. Isopropylchloorformiaat reageert met sterk oxiderende stoffen. Ze reageert traag met water, met vorming van alcohol en waterstofchloride.
Isopropylchloorformiaat is corrosief voor de ogen, de huid en de luchtwegen. Inademing van de dampen kan longoedeem veroorzaken.